# カウカット族

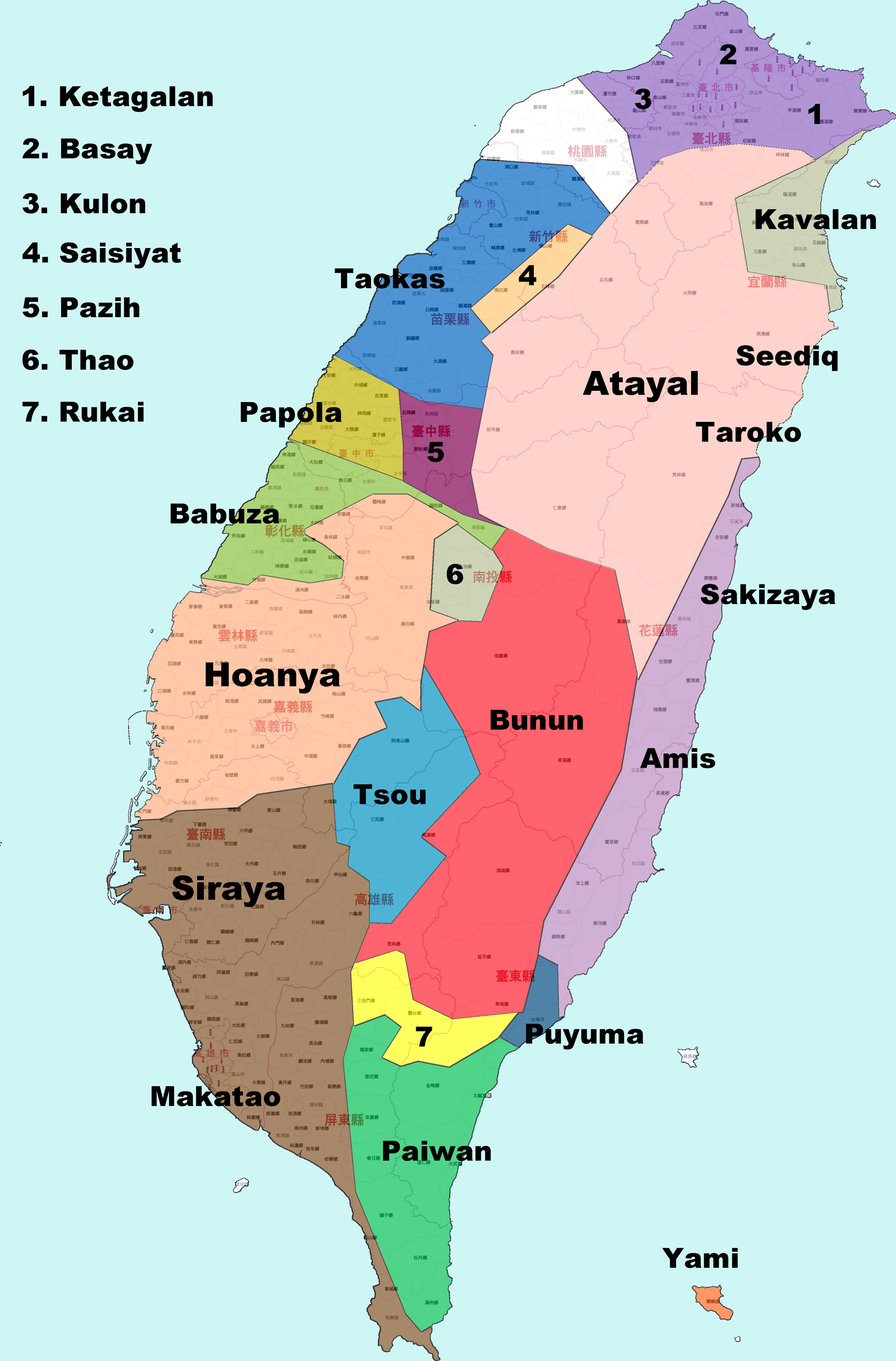
台湾の民族分布。カウカット族は北東部のクバラン族の居住地内。

カウカット族は台湾先住民に属する民族である。平埔族に分類される。漢字で猴猴族と表記される。台湾の宜蘭県蘇澳鎮に居住している。かつては台湾諸語のカウカット語を話していた。伊能嘉矩の調査ではカウカット族はクバラン族と同化したとされる。